# Katsuichi Honda
Katsuichi Honda (本多 勝一) est un journaliste japonais né à Matsukawa le 28 janvier 1932. Il est connu depuis les années 1970 pour ses publications concernant les femmes de réconfort. 
- VIAF
- ISNI
- BnF (données)
- IdRef
- LCCN
- GND
- Japon
- CiNii
- Pays-Bas
- Israël
- Canada
- Lettonie
- Corée du Sud
- WorldCat